# St. Petersburg Open 1991
Il St. Petersburg Open è stato un torneo di tennis che si è giocato sul sintetico indoor. 
Il torneo faceva parte del circuito Tier V nell'ambito del WTA Tour 1991. 
Si è giocato a San Pietroburgo in Russia, dal 23 al 29 settembre 1991.

## Campionesse

### Singolare
Larisa Neiland ha battuto in finale  Barbara Rittner con il punteggio di 3–6, 6–3, 6–4

### Doppio
Elena Brjuchovec /  Natalija Medvedjeva hanno battuto in finale  Isabelle Demongeot /  Jo Durie con il punteggio di 7–5, 6–3